# Load Records
Pour les articles homonymes, voir Load.
Load Records est un label indépendant américain, basé à Providence (Rhode Island) et spécialisé dans la musique expérimentale et bruitiste. Selon Mark Hensch de Thrash Pit, "Load Records a peut-être le catalogue le plus ambitieux du monde".
Le label a été fondé par Ben McOsker pour sortir un single de Boss Fuel. Il s'est rapidement transformé en un vivier de la scène bruitiste de Providence, de la même manière que Sub Pop a desservi le grunge de Seattle au début des années 1990. En signant avec des groupes tels que Lightning Bolt, Sightings et  Noxagt, McOsker a élargi le champ du noise rock et a permis à de nombreux groupes locaux d'obtenir une diffusion importante. Certains affirment que les publications de McOsker font partie de ce qui s'est fait de plus innovant et passionnant en matière de musique bruitiste et expérimentale du début des années 2000. Load Records est associée par beaucoup à une esthétique particulière, essentiellement liée aux masques et costumes portés par certains groupes. Load Records a également des contrats avec des groupes plus proches du metal comme Khanate, Ovo, Necromitron, et les Brainbombs.
La musique de Load est diffusée et couverte par certains magazines nationaux tels que Blastitude, Arthur et Dead Angel.

## Groupes notables signés chez Load Records
- Arab On Radar
- Brainbombs
- Excepter
- Fat Day
- Forcefield
- Friends Forever
- the Hospitals
- Khanate
- Kites
- Landed
- Lightning Bolt
- Men's Recovery Project
- Metalux
- Mindflayer
- Monotract
- Nautical Almanac
- Neon Hunk
- Noxagt
- the Ohsees (OCS)
- Pink and Brown
- Prurient
- the Scissor Girls
- Sightings
- Silver Daggers
- Six Finger Satellite
- the USAISAMONSTER
- the White Mice
- Wizardzz

## Sources/Références
- (en) Cet article est partiellement ou en totalité issu de l’article de Wikipédia en anglais intitulé « Load Records » (voir la liste des auteurs).

1. ↑  "Load Records might possibly be in possession of the world's most challenging record roster. Rounded out by some of the most uncompromising noise/avant-garde/experimental artists in all of music's sordid underbelly, Load has always prided itself on remaining outside of common taste and maybe even common sense." http://www.rocknworld.com/thrashpit/reviews/06/LoadRecordsTriple-Shot.shtml
2. 1 2  « Ben McOsker, Load Records | Pitchfork », sur archive.wikiwix.com (consulté le 14 mars 2022)